# آموزش در ایالات متحده آمریکا
در ایالات متحده آموزش در مدارس دولتی و خصوصی و توسط افراد یا از طریق آموزش در خانه ارائه می‌شود. دولت‌های ایالتی استانداردهای آموزشی کلی را تعیین می‌کنند، اغلب آزمون‌های استاندارد شده را برای سیستم‌های مدارس دولتی K-12 اجباری می‌کنند و معمولاً از طریق هیئت رئیسه، کالج‌های ایالتی و دانشگاه‌ها نظارت می‌شود. بخش عمده ای از بودجه ۱٫۳ تریلیون دلاری از سوی دولت‌های ایالتی و محلی تأمین می‌شود، با بودجه فدرال حدود ۲۶۰ میلیارد دلار در سال 2021 در مقایسه با حدود ۲۰۰ میلیارد دلار در سال‌های گذشته. 
مدارس خصوصی آزادند که برنامه درسی و سیاست‌های کارکنان خود را تعیین کنند، با تأیید اعتبار داوطلبانه از طریق مقامات مستقل اعتباربخشی منطقه ای، اگرچه برخی از مقررات ایالتی می‌توانند اعمال شوند.
در سال ۲۰۱۳، حدود ۸۷ درصد از کودکان در سن مدرسه (آنهایی که دارای تحصیلات عالی هستند) در مدارس دولتی با بودجه دولتی، حدود ۱۰ درصد در مدارس خصوصی با کمک هزینه تحصیلی و بنیاد، و تقریباً ۳ درصد در خانه تحصیل می‌کردند.
طبق قانون ایالتی، تحصیل در محدوده سنی اجباری است که از پنج تا هشت سال شروع می‌شود و بسته به ایالت بین شانزده تا هجده سال تمام می‌شود. این نیاز را می‌توان در مدارس خصوصی دولتی یا دولتی یا یک برنامه مدرسه خانگی تأیید شده برآورده کرد. آموزش اجباری به سه سطح تقسیم می‌شود: دبستان، دوره متوسطه اول و دوره متوسطه دوم (دبیرستان).
کالج‌ها و دانشگاه‌های دولتی و خصوصی متعددی طیف گسترده‌ای را در آموزش پس از متوسطه ارائه می‌دهند. تحصیلات پس از متوسطه به کالج، به عنوان اولین مدرک عالی، و تحصیلات تکمیلی تقسیم می‌شود. آموزش عالی شامل دانشگاه‌های تحقیقاتی دولتی، کالج‌های خصوصی هنرهای لیبرال، کالج‌ها و دانشگاه‌های سیاهپوست تاریخی، کالج‌های محلی، کالج‌های انتفاعی، و بسیاری دیگر از انواع و ترکیبی از موسسات است. نرخ ثبت نام دانشگاه در ایالات متحده در دراز مدت افزایش یافته‌است. در همان زمان، بدهی وام دانشجویی نیز به ۱٫۵ دلار افزایش یافته‌است.
اکثریت بزرگی از دانشگاه‌های برتر جهان، که توسط سازمان‌های رتبه‌بندی مختلف فهرست شده‌اند، در ایالات متحده هستند، از جمله ۱۹ دانشگاه از ۲۵ دانشگاه برتر، و معتبرترین دانشگاه هاروارد، و این کشور در رتبه‌بندی سالانه اخبار و گزارش جهانی ایالات متحده بهترین کشورها برای آموزش رتبه اول را کسب کرد. ایالات متحده با ۴۰۳ برنده (با کسب ۴۰۶ جایزه) بیشترین برنده جایزه نوبل را در تاریخ دارد.
در سال ۲۰۱۰، ایالات متحده نسبت به سایر کشورهای OECD (که تقریباً با همه کشورهایی که توسط صندوق بین‌المللی پول و ایالات متحده به عنوان توسعه‌یافته تعیین شده‌اند همپوشانی دارد) برای آموزش ابتدایی، متوسطه و بعد از متوسطه، هزینه‌های ترکیبی بیشتری برای هر دانش‌آموز داشت. کشورها) و بخش آموزشی ایالات متحده درصد بیشتری از تولید ناخالص داخلی ایالات متحده (GDP) را نسبت به متوسط کشورهای OECD مصرف کردند. در سال ۲۰۱۴، این کشور ۶٫۲ درصد از تولید ناخالص داخلی خود را صرف تمام سطوح آموزشی کرد که ۱٫۰ درصد بالاتر از میانگین OECD 5.2 درصد است. در سال ۲۰۱۸، هزینه‌های ابتدایی و متوسطه برای هر دانش آموز در ایالات متحده ۳۴ درصد بیشتر از میانگین OECD (رتبه پنجم از ۳۶ کشور گزارش کننده داده‌ها) بود، هزینه‌های هر دانش آموز پس از متوسطه دو برابر میانگین OECD (رتبه دوم) بود. بخش آموزش ایالات متحده ۶ درصد از تولید ناخالص داخلی ایالات متحده را مصرف کرد (رتبه 6).

در سال ۲۰۱۴، واحد اطلاعات اکونومیست، آموزش ایالات متحده را به عنوان چهاردهمین بهترین در جهان رتبه‌بندی کرد. برنامه ارزیابی دانش آموزان بین‌المللی که توسط سازمان همکاری و توسعه اقتصادی (OECD) هماهنگ شده‌است، در حال حاضر دانش و مهارت‌های کلی نوجوانان ۱۵ ساله آمریکایی را در رتبه نوزدهم در جهان در سواد خواندن، ریاضیات و علوم با میانگین رتبه‌بندی می‌کند. نمره دانش‌آموز آمریکایی ۴۹۵ در مقایسه با میانگین OECD ۴۸۸. در سال ۲۰۱۷، ۴۶٫۴ درصد از آمریکایی‌های ۲۵ تا ۶۴ ساله به نوعی از تحصیلات پس از متوسطه دست یافتند. ۴۸٪ از آمریکایی‌های ۲۵ تا ۳۴ ساله به نوعی از تحصیلات عالی دست یافتند که حدود ۴٪ بالاتر از میانگین OECD ۴۴٪ است. ۳۵٪ از آمریکایی‌های ۲۵ ساله و بالاتر مدرک لیسانس یا بالاتر را کسب کرده‌اند.

## آموزش عالی
- آموزش عالی در ایالات متحده آمریکا

در ایالات متحده، هر فردی که دوره دبیرستان را با موفقیت به پایان رسانده باشد و شرایط لازم را کسب کند می‌تواند برای تحصیلات تکمیلی به کالج‌ها یا دانشگاه‌ها وارد شود، اما این دو مؤسسه کاملاً متفاوتند. یک دانشگاه، موسسه‌ای از تحصیلات تکمیلی و تحقیقاتی است که مدارک دانشگاهی در رشته‌های گوناگون و در مقاطع کارشناسی و فراتر از آن ارائه می‌دهد، در حالیکه یک کالج عموماً موسسه‌ای است که رشته‌های تحصیلی را در حد کارشناسی ارائه می‌دهد؛ مانند چیزی که در ایران به عنوان دانشکده شناخته می‌شود. در ایالات متحده کالج‌هایی به نام Community College وجود دارد که اغلب رشته‌های دو ساله در مقطع فوق دیپلم ارائه می‌دهند. هرچند که این رویه در حال تغییر است و کالج‌ها این روزها رشته‌هایی در مقطع کارشناسی نیز ارائه می‌دهند.
کالج‌ها و دانشگاه‌ها در ایالات متحده می‌توانند خصوصی یا دولتی باشند اما در دولت فدرال وزارتخانه‌ای که متولی تحصیلات تکمیلی در کشور باشد وجود ندارد و ریاست دانشگاه‌ها معمولاً توسط هیئت امنا یا هیئت مدیریت دانشگاه‌ها تعیین می‌شوند. در ایالات متحده بودجه دانشگاه‌های دولتی عموماً توسط دولت محلی و همچنین از محل کمک‌های مالی افراد و شرکت‌های خصوصی تأمین می‌شود. بخش عمده‌ای از منابع مالی دانشگاه‌های ایالتی از محل مالیات‌های پرداختی شهروندان همان ایالت تأمین می‌شود. نتیجتاً شهریه دانشگاه‌های دولتی برای شهروندان ساکن هر ایالت ارزان‌تر خواهد بود و دانشجویانی که از ایالت‌ها یا کشورهای دیگر به هر دانشگاه وارد می‌شوند شهریه سنگین‌تری پرداخت می‌کنند. دانشگاه‌های خصوصی طبیعتاً شهریه بالاتری نسبت به دانشگاه‌های دولتی دریافت می‌کنند.

## مقطع تحصیلی
آموزش و پرورش رسمی در آمریکا به ۴مقطع تحصیلی جدا شده. اغلب کودکان به سیستم آموزش و پرورش عمومی در سن حدودی ۵ یا ۶ ساله وارد می‌شوند.
بعد از تعطیلات تابستانی، سال مدارس آمریکایی به روایتی در آخر ماه اوت (ماه میلادی) یا اوایل ماه سپتامبر (ماه میلادی) آغاز می‌شود. کودکان به‌طور عادی با همدیگر در اواخر مه (ماه میلادی) یا اوایل ژوئن (ماه میلادی) به کلاس بالاتر می‌روند.
بستگی به شرایط ممکن است کودکان پیش از مهد کودک شروع به تحصیل کنند. به‌طور معمول دانش آموزان در ۱۲ مقطع تحصیلی از تحصیل بیش از ۱۲ سال تقویمی در ابتدایی / مقدماتی و متوسط تحصیلی شرکت می‌کنند بعد از آن فارغ‌التحصیل و مدرک دیپلم دریافت کرده و آن‌ها را برای پذیرش تحصیلات عالی می‌پذیرند.
تحصیلات تا سن ۱۶ سالگی و در برخی ایالت‌ها تا ۱۸ سالگی اجباری است.
در آمریکا اعداد ترتیبی (مثال: کلاس اول) برای شناسایی کلاس استفاده می‌شود. به طورکلی مدارس به ۳ دسته تقسیم می‌شوند:
- کلاس ابتدایی (پیش دبستان تا کلاس پنجم/ششم)
- مدرسه راهنمایی (ششم تا نهم)
- دبیرستان (نهم تا دوازدهم)

تحصیلات بالاتر به ۴ دسته تقسیم می‌شوند (تحصیلات کالج):
- سال اول (از سن ۱۸ تا ۱۹ سالگی)
- سال دوم (از سن ۱۹ تا ۲۰ سالگی)
- سال سوم (از سن ۲۰ تا ۲۱ سالگی)
- سال چهارم (از سن ۲۱ تا ۲۲ سالگی)

پس از گذراندن دبیرستان دانش آموزان می‌توانند در کالج یا دانشگاه شرکت کنند که دوره‌های کارشناسی که مدرک لیسانس
(مدرک کارشناسی) را دریافت می‌کنند.

## سیستم نمره دهی
نمره‌دهی در مدارس ایالات متحده آمریکا، به صورت حروف (نمره پایین)F تا A(بهترین نمره) و با علامت مثبت یا منفی یا به صورت درصد انجام می‌پذیرد.